# الرسالة التدمرية
الرسالة التدمرية هو كتاب من تأليف شيخ الإسلام ابن تيمية الحراني (المتوفى 728 هـ) ، وفيه يتناول مسألة التوحيد.

## شروحها
- «التحفة المهدية شرح الرسالة التدمرية» ، تأليف فالح بن مهدي بن سعد آل مهدي الدوسري المتوفى 1392 هـ.
- «تقريب التدمرية» تأليف ابن عثيمين المتوفى 1421هـ.[1]